# Kdenetwork
Kdenetwork è il modulo contenente i componenti ed i programmi per l'uso della rete dell'ambiente desktop KDE. L'ultima versione distribuita è la 
4.14.1
.

## Applicazioni principali
- KGet
- Kopete
- Kppp